# لیو وردکار
لیو ورادکار (انگلیسی: Leo Varadkar؛ زادهٔ ۱۸ ژانویهٔ ۱۹۷۹) سیاستمدار، عضو حزب فینه گیل و از ۲ ژوئن ۲۰۱۷ تا استعفایش در ۲۰ مارس ۲۰۲۴ نخست‌وزیر ایرلند بود. او از ۲۰۱۱ تا ۲۰۱۴ میلادی، وزیر راه و ترابری، گردشگری و ورزش، از ۲۰۱۴ تا ۲۰۱۶ میلادی وزیر بهداشت، و از ۲۰۱۶ تا ۲۰۱۷ میلادی وزیر امور اجتماعی بود.

## زندگی
ورادکار فرزند یک پزشک مهاجر هندی و مادری ایرلندی و نخستین نخست‌وزیر آشکارا همجنس‌گرای ایرلند است.